# Lefká Óri

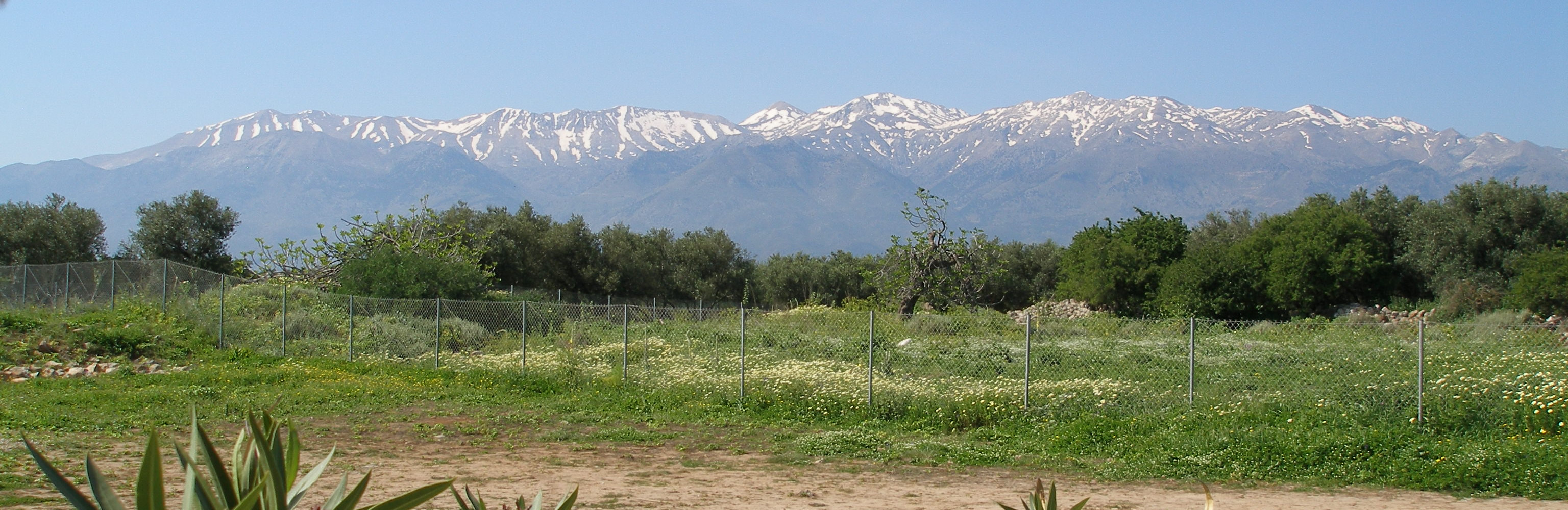
Las Lefká Óri nevadas vistas desde el norte

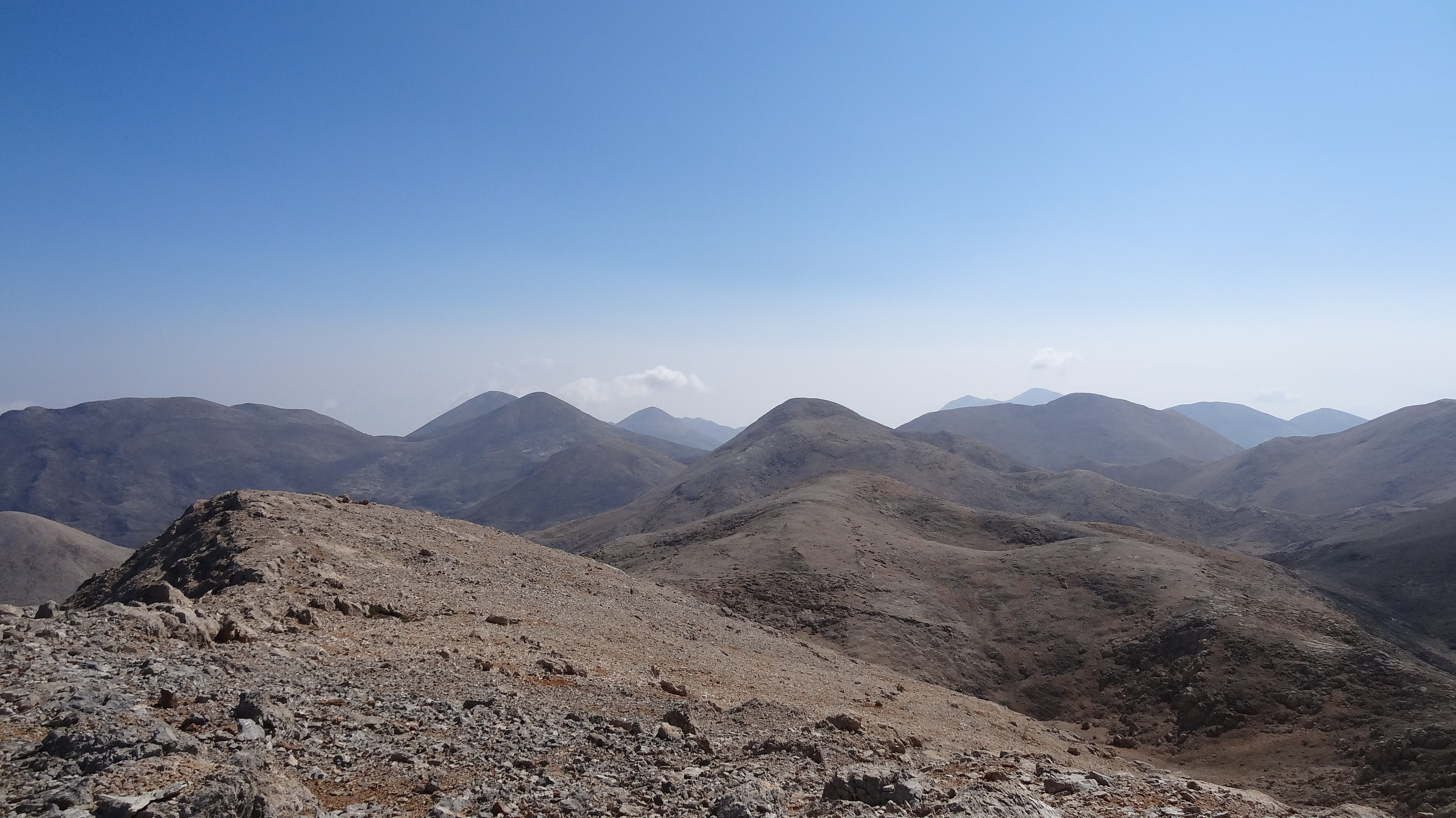
Vista del pico Pachnes (2453 m), techo de las Lefká Óri

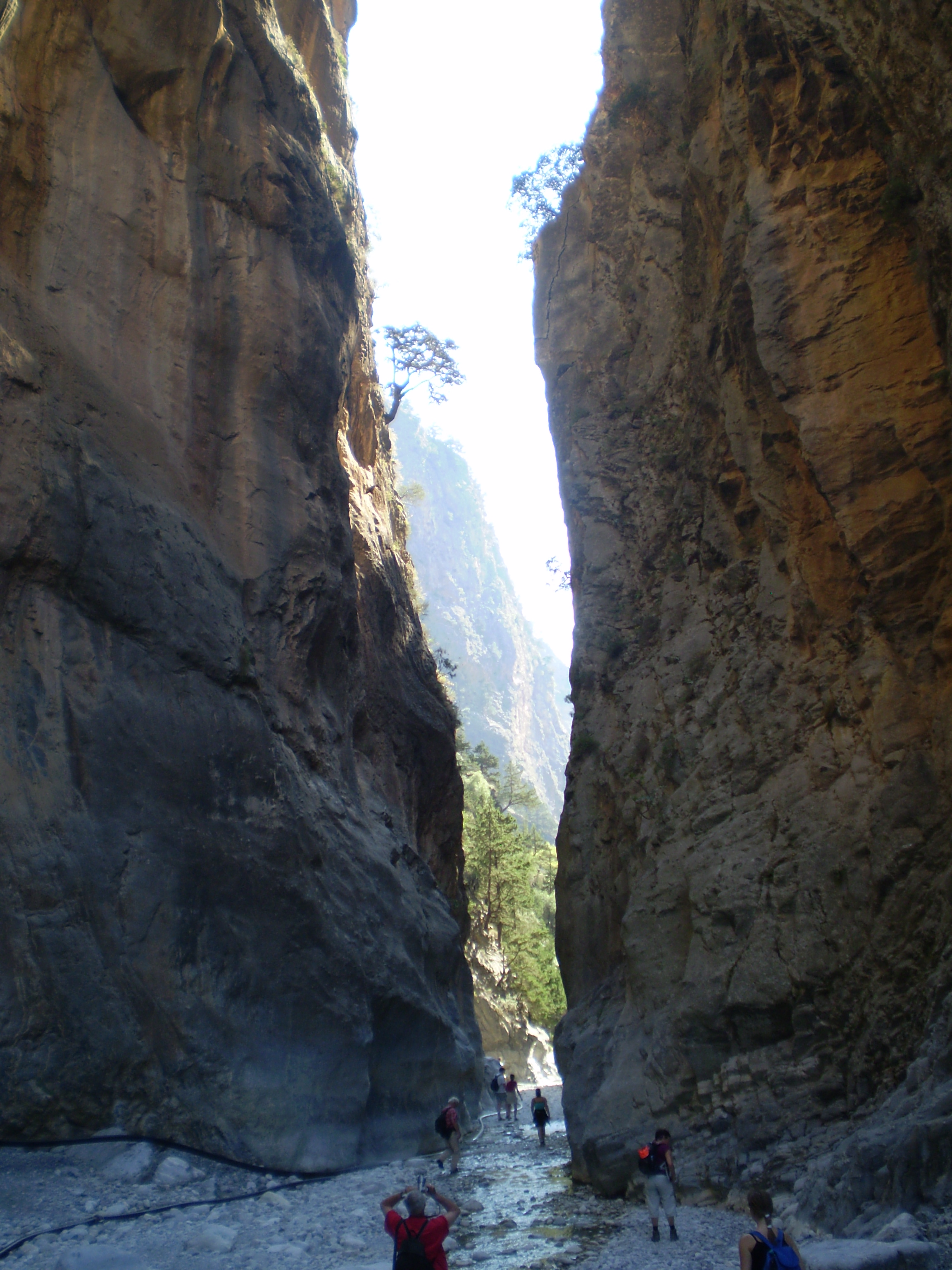
Garganta de Samaria

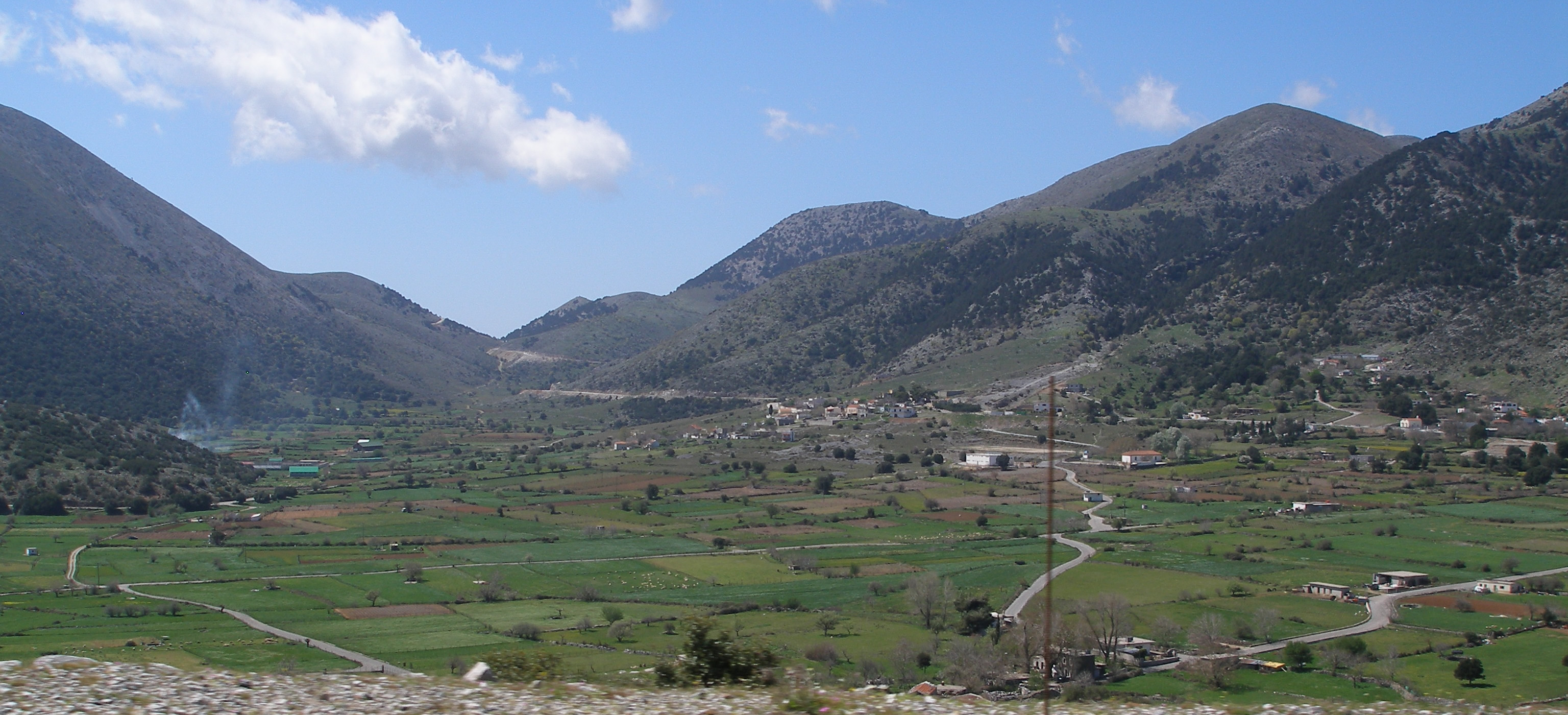
La meseta de Askifou

Las Lefká Óri (en griego: Λευκά Όρη, lit. 'montañas blancas') o Madares es una pequeña cadena montañosa de Grecia ubicada en la parte occidental de la isla de Creta, administrativamente parte de las unidades periféricas de La Canea y Rétino. Las montañas Blancas o Lefká Óri ocupan una buena parte del centrooccidental de Creta y son el principal accidente geográfico de la región. Están compuestas principalmente de caliza, granito y dolomita. Las montañas Blancas están cubiertas con nieve hasta bien avanzada la primavera, lo que ha dado lugar a su nombre. 
La cumbre más elevada es la de Pachnes (2453 m) —por apenas tres metros, la segunda altura de la isla, después del monte Ida (o Psiloritis, 'monte alto') y la décima griega— y hay más de 58 cumbres que superan los dos mil metros de altitud (como Trocharis (2401 m), Mesa Soros (2397 m) o Thodori Korfi (2377 m). Las Lefká Óri tienen alrededor de 50 gargantas, siendo la más famosa la garganta de Samaria, la más larga (16 km) de Europa y una de las más estrechas (en ciertos puntos, menos de 2,5 m de anchura. La entrada queda a 1250 m de altitud descendiendo hasta el nivel del mar. La zona, 14 000 ha, está protegida desde 1969 con la declaración del parque nacional de Samaria. Otas gargantas destacadas son la de Aradainas (entre las europeas con las paredes más altas), Elygia , Kladou (o Domata) o Trypitis.
La parte central y meridional de las Lefká Óri alcanza una altitud de 1800 m y por encima parece un paisaje lunar, geográficamente llamada un desierto alto. Es único en el hemisferio Norte. Otro accidente destacado del cadena montañosa es la meseta de Omalos, una llanura redondeada rodeada por montañas, a una altitud de unos 1100 m.
Hay sólo unas pocas carreteras principales que se internan en las montañas Blancas: las carreteras a Omalos y la entrada de la garganta de Samaria y la carretera a Kóra Sfakión a través de la meseta de Askifou en el este. Al oeste de Omalos están las carreteras a Sougia y a Paleokora. Hay también unas pocas carreteras sucias que llevan a altitudes más altas.
Hay cuatro refugios en Lefká Óri. El refugio de Volikas, construido en 1958, se encuentra por encima del pueblo de Kampi Keramion, a una altitud de 1450 m y puede acomodar hasta treinta personas. El refugio de Kallergi, construido en 1970 a una altitud de 1650 m, puede acomodar a 45 personas. Se encuentra a 5 km de Omalos. El refugio de Tavris, construido en 1992, se encuentra cerca de Ammoudari, a 7,5 km de Askyfou, a 1200 m. Puede acomodar hasta 45 personas. El refugio de Svourichti, construido en 1994, se encuentra a siete horas de Anópolis, a 1980 m y puede acomodar a veinte personas.
Las Lefká Óri tienen una rica historia como un lugar de refugio donde esconderse los rebeldes durante los alzamientos venecianos contra los gobernantes de la república de Venecia y del Imperio otomano, así como durante la ocupación alemana durante la II GM (1941-1945).
En las Lefká Óri se encuentran las dos cuevas de Grecia cuya profundidad supera el kilómetro, Gourgouthakas y la caverna del León. 